# フライエンシュタイナウ
フライエンシュタイナウ (ドイツ語: Freiensteinau) は、ドイツ連邦共和国ヘッセン州フォーゲルスベルク郡の町村（以下、本項では便宜上「町」と記述する）である。

## 地理

### 位置
フライエンシュタイナウは、フォーゲルスベルク山地の南端に位置する。この町をドイツ・メルヘン街道が通っている。

### 隣接する市町村
フライエンシュタイナウは、北はグレーベンハイン（フォーゲルスベルク郡）、北東はホーゼンフェルト、東はノイホーフ（ともにフルダ郡）、南はシュタイナウ・アン・デア・シュトラーセ、西はビルシュタイン（ともにマイン＝キンツィヒ郡）と境を接している。

### 自治体の構成
この町は、以下の11の地区からなる。フライエンシュタイナウ（町政機関所在地）、フレッシェンバッハ、グンツェナウ、ホルツミューレ、ニーダー＝モース、オーバー＝モース、ラートミュール、ライヒロス、ラインハルツ、ヴァイデナウ、ザルツ。

## 歴史
町域は、1806年までヴィッテルスバッハ家を主君とするリーデゼル家のゲリヒト・フライエンシュタイナウおよびゲリヒト・モースに属していた。このため「ブラウエ・エック」（青い角。ヴィッテルスバッハ家の紋章は青と白の斜め格子）とも呼ばれる。12の地区は、1970年代のヘッセン州の地域再編までは、4つの異なる郡に分かれていた、フルダ郡、ゲルンハウゼン郡、ラウターバッハ郡、シュリュヒテルン郡である。

## 行政

### 議会
フライエンシュタイナウの町議会は、19議席からなる。

### 姉妹自治体
- トゥルーヴル（フランス、オルヌ県）1977年

## 文化と見所

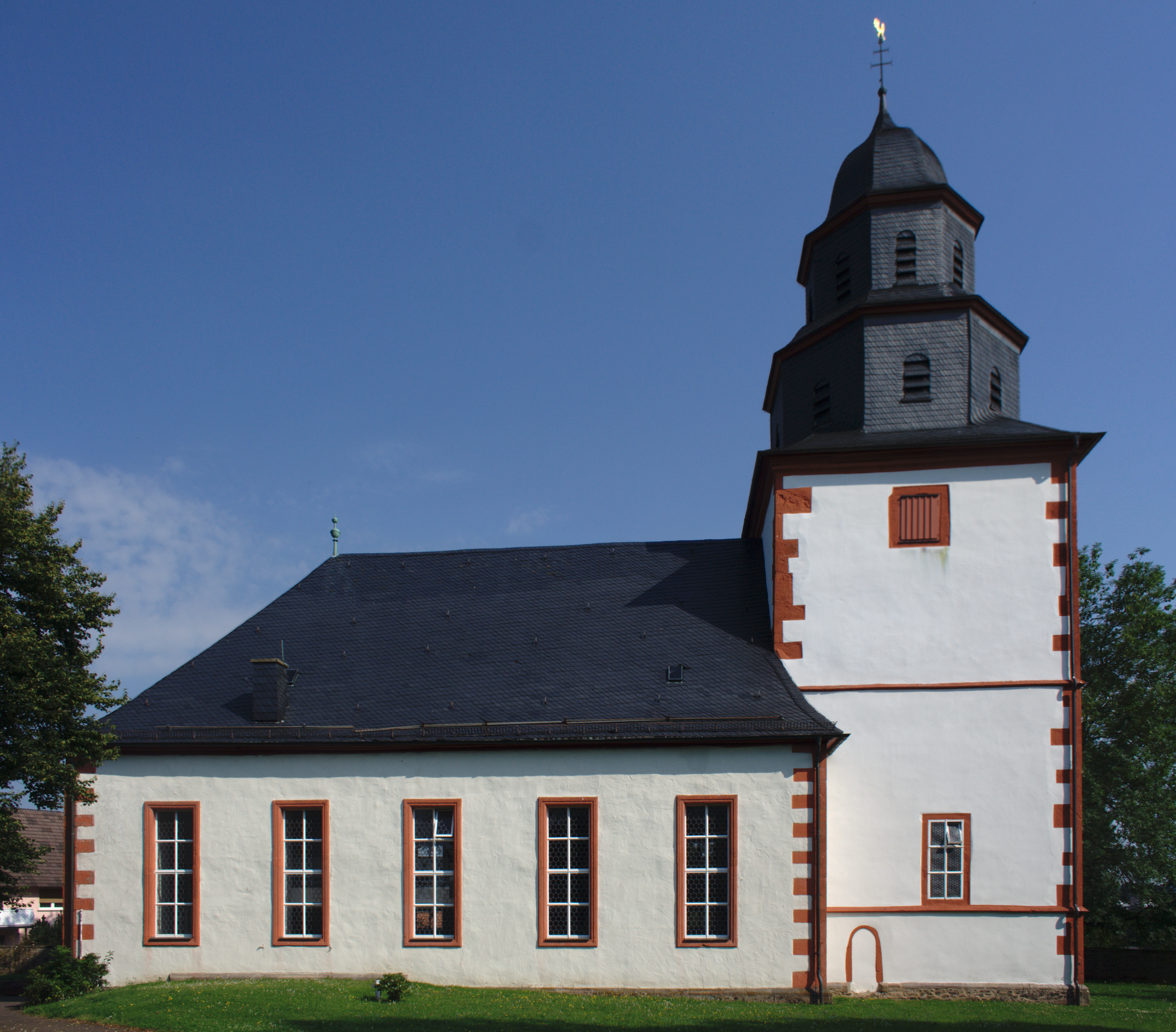
フライエンシュタイナウの教会

### 教会
現在の教会塔は、8世紀に防衛用の塔として建設され、11世紀にこれに教会本堂が増築された。塔の周りを囲んでいた旧防壁下に、防衛用の堀が今も見られる。

### アムツホーフ
フラウエンシュタインの教会の麓に簡素な城館がある。この城は1698年に役所の本館として建設された。約 15,000 m2 の敷地に、農場、厩舎、納屋および園亭とアンサンブルを構成している。フライエンシュタイナウの城館は、フォーゲルスベルク地方の貴族家リーデゼル・ツー・アイゼンバッハ男爵のアムツホーフ（荘園）に属していた。フライエンシュタイナウのリーデゼル・ツー・アイゼンバッハ男爵のアムツホーフは、この領主の最も東の行政管区であった。
旧アムトホーフの土地は1975年以降リーデゼル家による売却で分割された。広い土地と、荘園管理に使われていた古い建物、管理者の居館、納屋、厩舎がフライエンシュタイナウ町の所有となった。これらの建物は、近年修復がなされた。町の自然保護協会は、小さな展示室を有しており、事前に予約すれば見学することができる。その他の部分は、ヤーレスマルクト（市場）に利用されている。納屋の建物の一部は、土地で収穫された穀物の倉庫として利用されているが、かつてのヒツジ小屋は現在使われていない。「城館」、事務棟の一部、緑地、私有墓地はフォン・ヴェステルンハーゲン家の所有である。

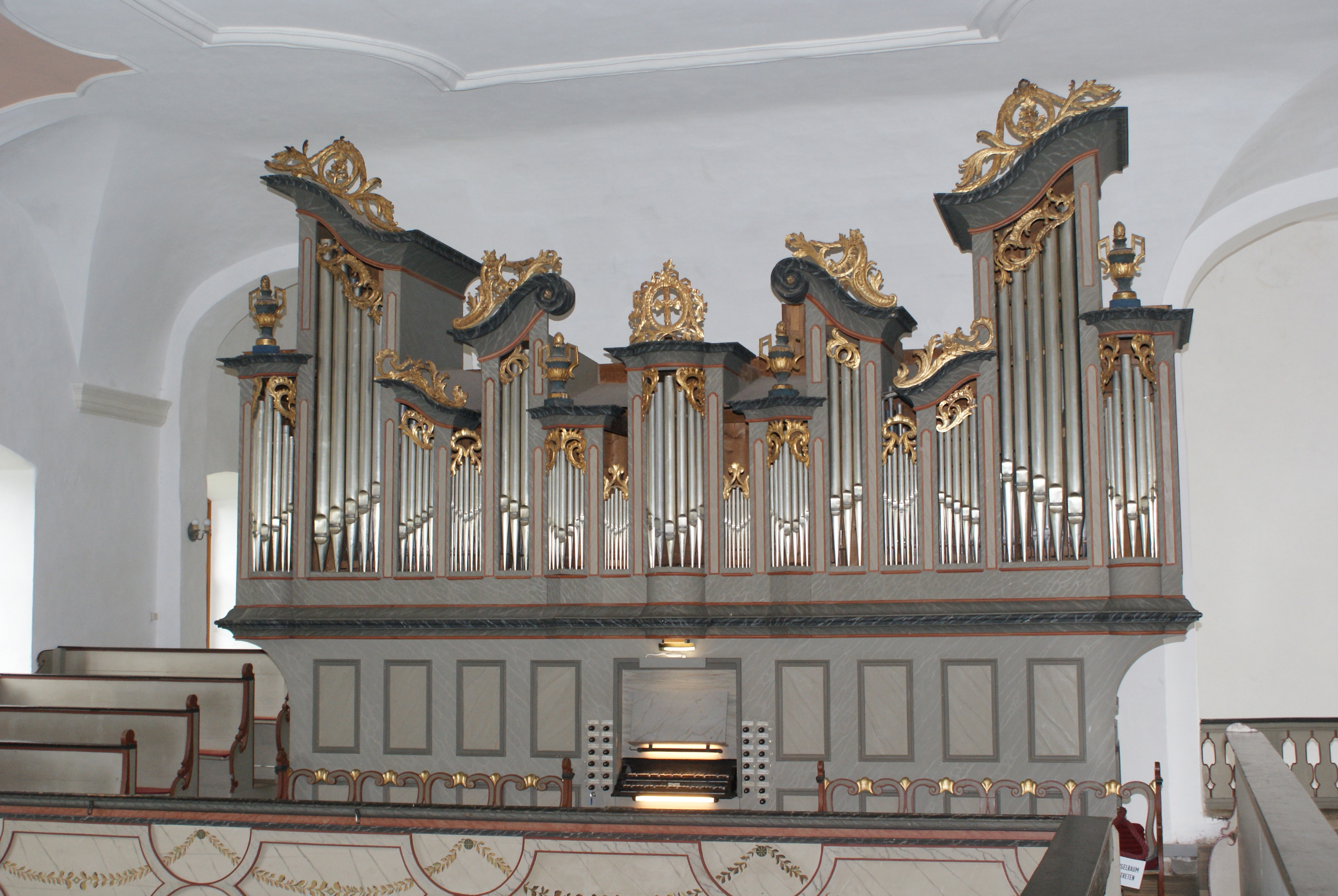
ニーダー＝モースの教会のオルガン

### 音楽
ニーダー＝モースのプロテスタント教会のオルガンは、1790年から91年にフルダ近郊オーバービンバッハ出身のヨハン＝マルクス・エストライヒによって建設された。毎年、このオルガンを用いてニーダー＝モースのサマーコンサートが開催されている。

### 余暇
フライエンシュタイナウには、2004年から若者の会があり、消防署内に部屋を有している。この会には約 30 人が加盟している。

### スポーツ
自転車
2004年から2007年まで、フライエンシュタイナウでは毎年、ドイツ最大の自転車スポーツ競技会が開催されていた。「ヴルカン＝マラソン」では、6つの異なる距離のコースが設けられ、ブラウ・エックだけでなく、フォーゲルスベルク郡全域および 4つの隣接する郡を通る。経済的理由やその他の理由により、このイベントは廃止された。
サッカー
サッカークラブ「SG フライエンシュタイナウ 1947」は2012年/2013年シーズンにドイツで8番目のクラスのリーグであるクライスオーバーリーガ・フルダ南でプレイしており、第2チームは C-Liga シュリュヒテルン西（ドイツで11番目のクラスのリーグである）でプレイしている。ニーダー＝モース地区のサッカークラブ「SV ニーダー＝モース 1921」はクライスオーバーリーガから A-Liga フルダ/フォーゲルスベルクに昇格したが、第2チームは C-Liga シュリュヒテルン西でプレイしている。2008年/09年シーズンから、一時的に活動を停止していたKSG ラートミュールは、2011年/12年シーズンから C-Liga シュリュヒテルン西に加わった。

## 経済と社会資本
フライエンシュタイナウの町域にあたる地域では農業が主であるが、農業従事者は住民のわずかな部分だけである。大きな企業としては、STI グループの STI 販売・工業サービス GmbH があり、約 140人の従業員がいる。

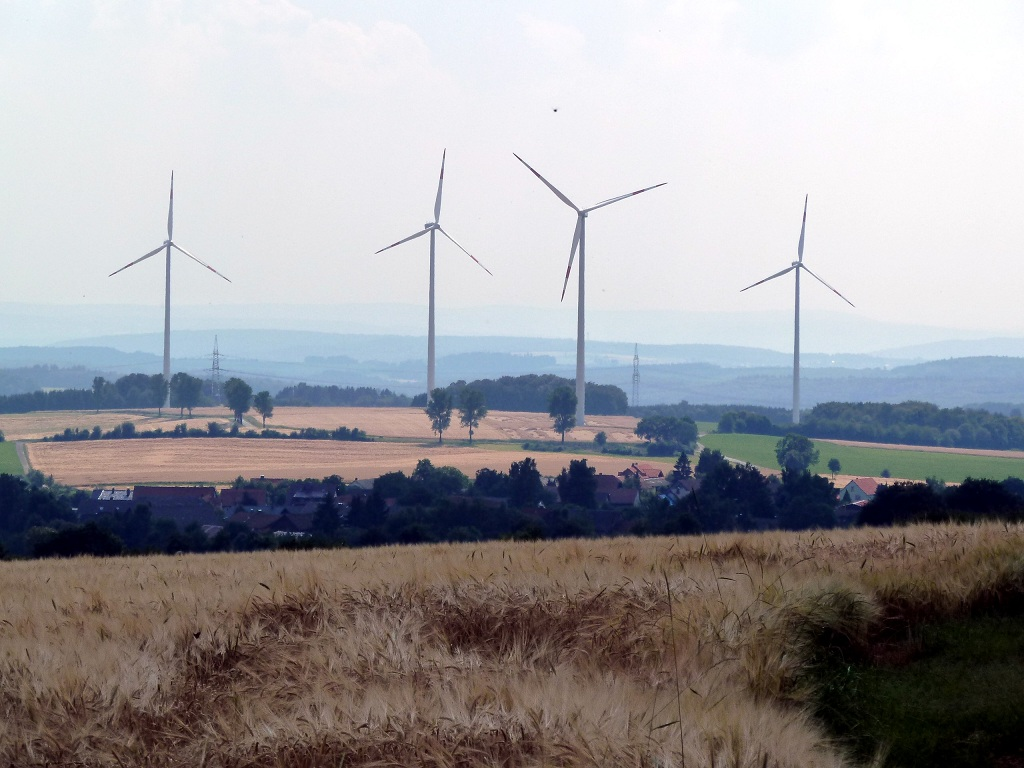
ヴィントパーク・フレッシェンバッハ＝ノイシュタル

### エネルギー供給
ウルリヒシュタインと同じように、フライエンシュタイナウは、再生可能エネルギー利用地域内に位置している。町内には、2つのヴィントパークと1つのソーラーパークがある。さらにグンツェナウ地区は、ウッドチップによる温熱供給施設を有するバイオエネルギーの村である。
- LuV-ヴィントパーク・フライエンシュタイナウ「アウフ・デア・ハイト」: 1997年稼働開始（1999年拡張、2012年にリパワリング予定）、4基、総出力 2.4 MW
- ルフトシュトローム・ヴィントパーク・フレッシェンバッハ＝ノイシュタル: 2009年稼働開始、9基、総出力 18 MW
- ルフトシュトローム・ヴィントパーク・フライエンシュタイナウ「ハロー」: 2012年/2013年創業開始（予定）、9基、総出力 27 MW
- ソーラーパーク・オーバー＝モース: 2012年稼働開始、12,328モジュール、総出力 3.02 MW

## 引用
1. ↑  Hessisches Statistisches Landesamt: Bevölkerung in Hessen am 31.12.2023 (Landkreise, kreisfreie Städte und Gemeinden, Einwohnerzahlen auf Grundlage des Zensus 2011)]
2. ↑  2011年3月27日の町議会議員選挙結果、ヘッセン統計局（2012年8月14日 閲覧）
3. ↑  STI Vertriebs - und Industrieservice GmbH（2012年8月5日 閲覧）